# فايلد (دائرة انتخابية في المملكة المتحدة)
فايلد (بالإنجليزية: Fylde)‏ هي إحدى الدوائر الانتخابية في المملكة المتحدة الممثلة في مجلس العموم في برلمان المملكة المتحدة.
عضو البرلمان الذي يمثلها حالياً هو :Rt Hon Michael Jack (Con).